# Boris Tsibin
Boris Tsibin (Russisch: Борис Цыбин) (Rzjev, 14 juni 1928 - Moskou, 7 augustus 2011) is een voormalig schaatser uit de Sovjet-Unie.
De schaatscarrière van Boris Tsibin was vrij kort, maar in de drie jaar dat hij internationaal meedeed behaalde hij wel een podiumplaats. Bij het WK Allround van 1957 in het Zweedse Östersund werd hij derde achter de Noor Knut Johannesen en landgenoot Boris Sjilkov.

## Resultaten
| jaar | Olympische Spelen | WK Allround |
| ---- | ----------------- | ----------- |
| 1956 | 9e 10000m         | -           |
| 1957 |                   | Brons       |
| 1958 |                   | 11e         |

### Medaillespiegel
| kampioenschap     | goud | zilver | brons |
| ----------------- | ---- | ------ | ----- |
| Olympische Spelen | 0    | 0      | 0     |
| WK Allround       | 0    | 0      | 1     |